# Andreas Faye

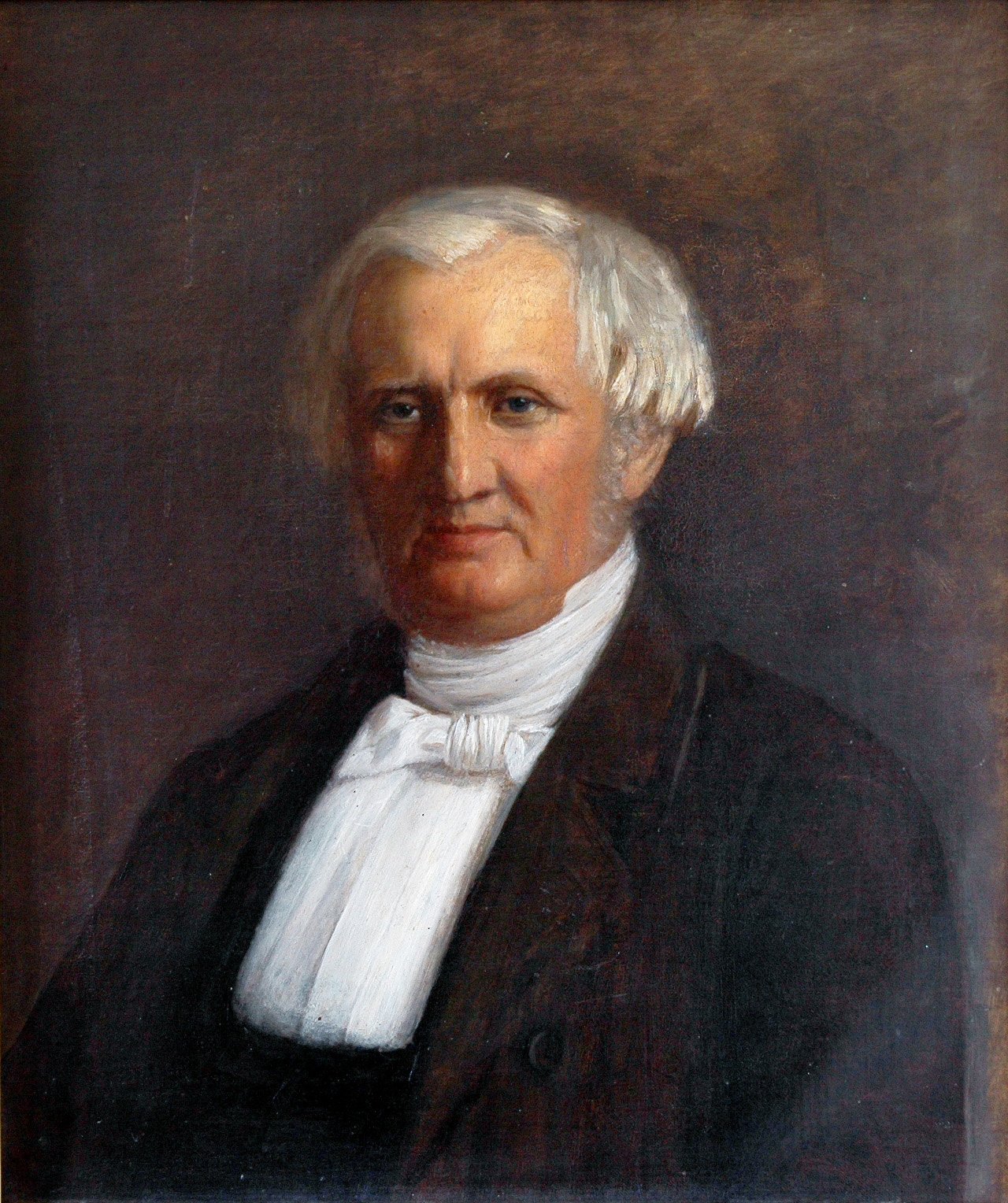
Andreas Faye; Retrato de Christiane Schreiber

Andreas Faye (5 de outubro de 1802 – 5 de maio de 1869) foi um sacerdote, folclorista e historiador norueguês.
Ele nasceu no bairro de Bragernes (agora Drammen ) em Buskerud , na Noruega.  Ele era filho de Christopher Faye (1772–1825) e Maren Mathea Borgen.  Ele se formou depois de estudar teologia na Universidade de Christiania (hoje Universidade de Oslo) em 1828.  Faye foi nomeado vigário de Holt em Tvedestrand em 1833 e, a partir de 1839, ele também foi reitor de Christiansands Stifts Seminarium em Kristiansand .
Ele contribuiu para jornais e revistas e publicou vários livros, incluindo a primeira coleção de folclore na Noruega.  Entre seus livros estão Norges Historie até Brug Ungdommens Underviisning de 1831, Norske Sagn de 1833, e Udtog af Norges Historie de 1834. Ele foi eleito para o Storting em 1842 a partir da contingência Nedenæs og Raabygdelagets Amt (agora Aust-Agder) e foi condecorado como Cavaleiro da Ordem de St. Olav em 1866.  Em 1861, foi nomeado pároco em Sande em Vestfold, onde morreu em 1869.